# Repropositagem

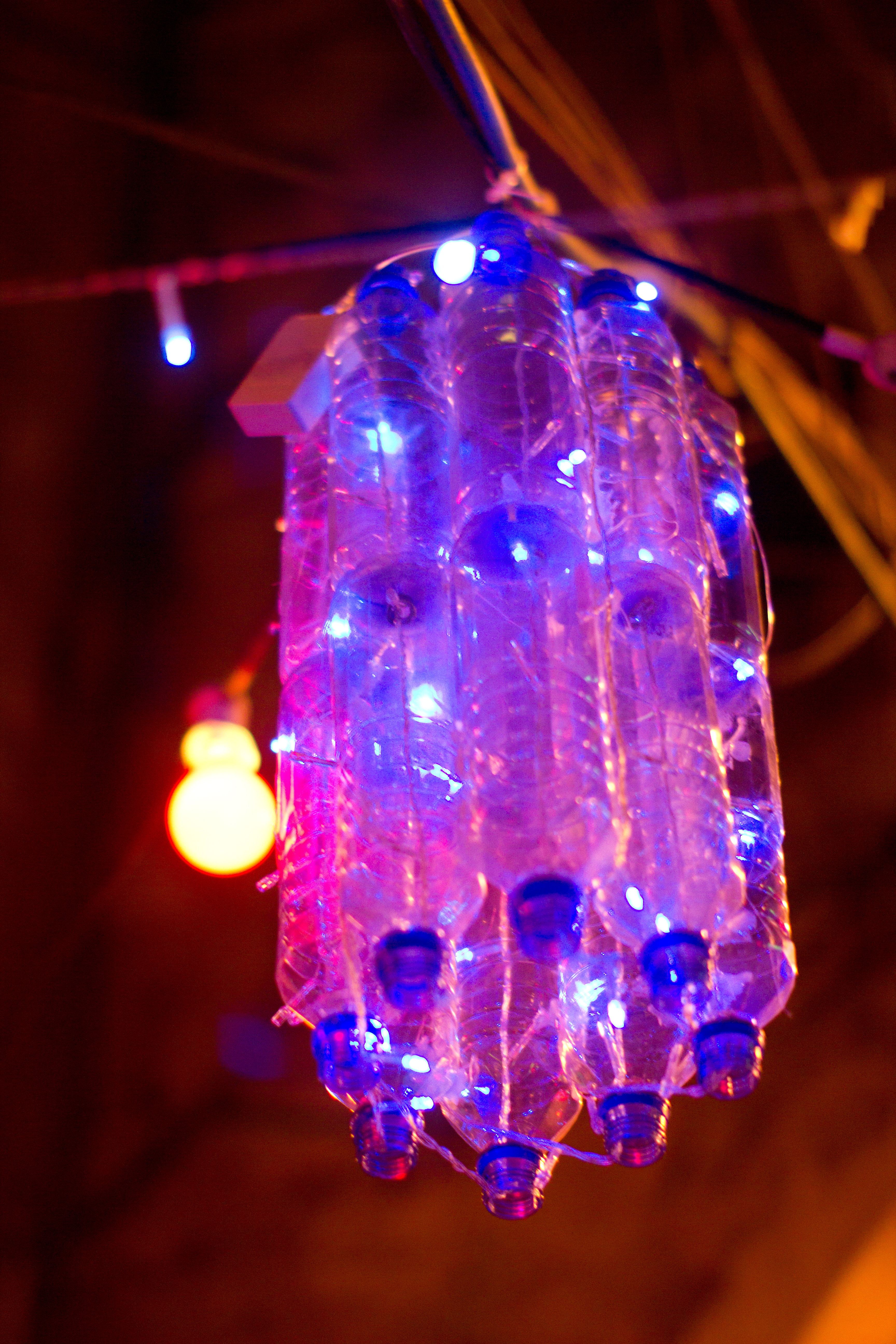
Garrafas de plástico (com lâmpadas LED) recicladas para construir um castiçal no Ramadão, em Jerusalém.

Repropositagem é o processo pelo qual um objeto com um valor de uso é transformado ou recolocado como um valor de uso alternativo.
Esse tipo de atividade é tão antigo quanto a civilização humana, com muitos intelectuais contemporâneos investigando como as diferentes sociedades reapropriaram artefatos de culturas mais antigas de maneiras novas e criativas.   Mais recentemente, a repropositagem foi celebrada por entusiastas do século XXI e organizações e artes e oficios como a  Instructables e  outras comunidades do Movimento Maker como meios de responder criativamente as crises econômicas e ecológicas do século XXI. Pensadores recentes tentaram relacionar essas atividade á esquerda e e ao libertarianismo de direita. 
A repropositagem é a transformação de uma ferramenta em outra ferramenta, normalmente, para um propósito não imaginado pelo criador original. Normalmente, a repropositagem é feita utilizando itens geralmente considerados como  lixo, ou que se tornaram obsoletos. Um bom exemplo disso seria o estilo de casa Earthship, que usa pneus como isolantes térmicos e garrafas de vidro como paredes. A reutilização não é limitada a repetidos usos para a mesma finalidade. Exemplos de repropositagem incluem o uso de pneus como defensas de barco e tambores de aço ou tambores de plástico, como manjedouras e/ou de caixas de compostagem . A cinza de incinerador e  de usinas é usada amplamente como um aditivo para concreto, proporcionando maior força. Este tipo de repropositagem, às vezes, pode fazer uso de itens que não são mais úteis para seus propósitos originais, por exemplo, usando usado roupas velhas como trapos.
Nem toda repropositagem é necessariamente ambientalmente amigável, tomando-se por exemplo, a ideia de reutilização de antigos caminhões de trabalho por novas empresas, em que a sua fraca economia de combustível pode destruir benefícios a longo prazo, visto  que  se gasta mais dinheiro com combustível, e se geram mais gases nocivos. Nesse caso, a conversão dos propulsão elétrica pode ser a alternativa recomendada para que, apesar de  seu grande custo inicial.

## Exemplos

### Automóveis
- Vans dos Três Grandes que foram utilizados realizar shuttle em aeroportos foram reutilizados por igrejas, principalmente devido a depreciação facilitar a recompra por grupos religiosos que economizam.[5]

### Eletrônica
- Um USB dead drop pode ser montado em uma parede de tijolos , oferecendo uma oportunidade para redefinir a finalidade de antigas unidades flash USB obsoletas para continuar a servirem para a   transferência de arquivos (especialmente anonimos) que não demandem mais do que um gigabyte.[6]
- Everdrive e outros cartuchos flashs de jogos o as imagens ROM dos cartuchos para cartões SD, oferecendo oportunidade para se repropositar consoles antigos para se realizar sessões retrô.[7]

### Como uma tática para a fabricação de bens
- Veículos de sentido de circulação pela direita da marca Jeep veículos da marca, como o Jeep Wrangler, que são inicialmente feitos para importação para países de sentido direito, as vezes tem versões especialmente fabricadas para serem repropositadas pelo serivço postal americano e canadense, no qual essa tática de repropositagem pode consolidar a sobrecarga de reequipagem por se fabricar o véiculo especialmente com este fim.  [8]

### A fabricação de bens reciclados
- Embalagens reutilizáveis podem ser reutilizadas para uma ampla variedade de outros fins.
- A reciclagem pode também envolver a repropositagem de materiais, tais como produtos utilizando papel reciclado.[9]

### Miscelâneos

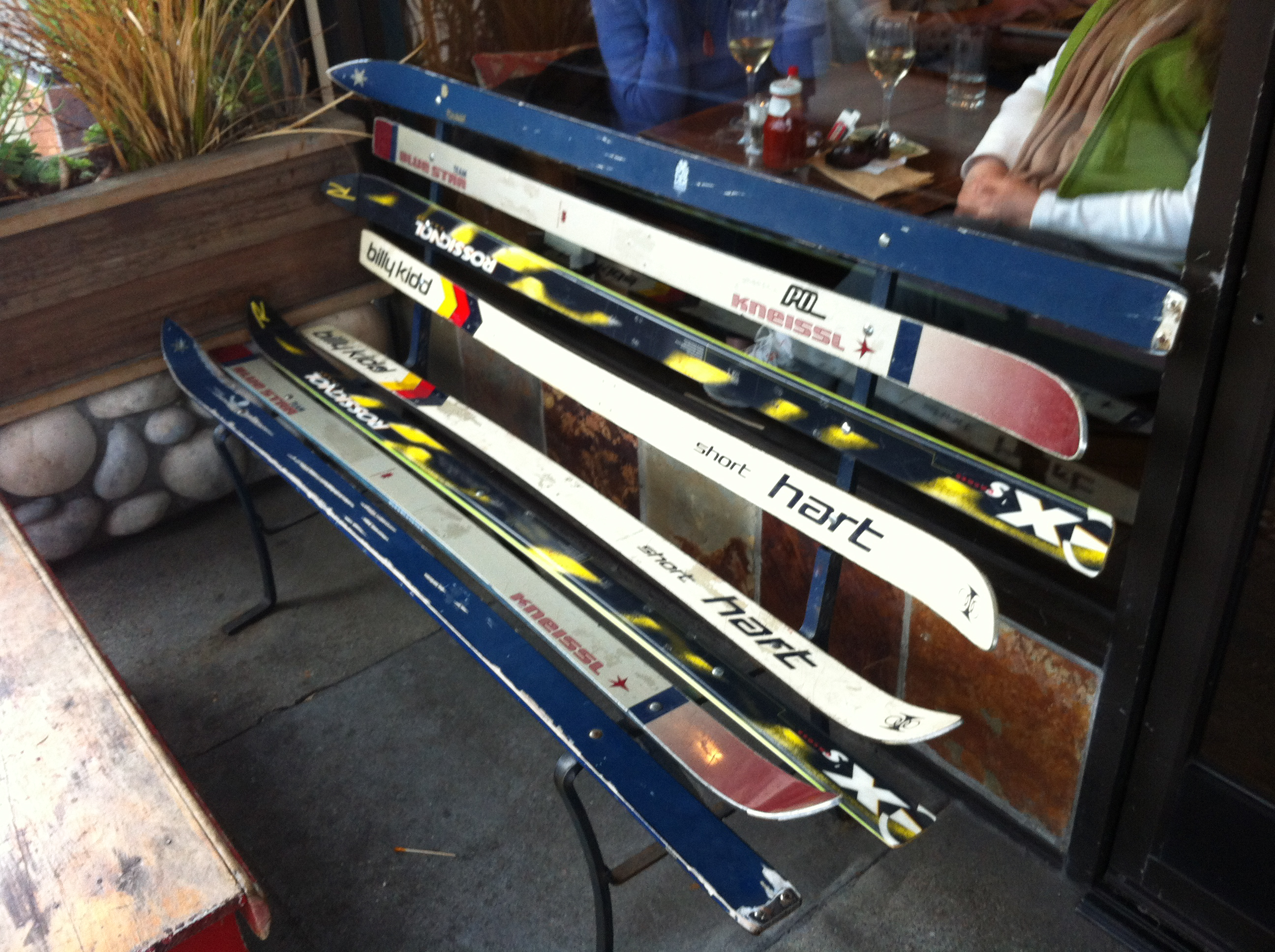
Esquis reutilizados como um banco.

- A sucata de metal tem inúmeras aplicações para a repropositagem.
- Móveis tem inúmeras aplicações para repropositagem.[10]